# Rhizogonium dozyanum
Rhizogonium dozyanum là một loài rêu trong họ Rhizogoniaceae. Loài này được Sande Lac. mô tả khoa học đầu tiên năm 1866.